# Centrum Kultury i Biblioteka Publiczna Gminy Słupsk
Centrum Kultury i Biblioteka Publiczna Gminy Redzikowo – samorządowa instytucja kultury gminy Redzikowo. Powstała z dniem 1 stycznia 2015 w wyniku połączenia Gminnej Biblioteki Publicznej w Jezierzycach z Gminnym Ośrodkiem Kultury w Głobinie. CKiBP realizuje szereg działań edukacyjnych. Swoją ofertę kieruje do wszystkich uczestników kultury. Jej działalność przybliża zagadnienia związane z różnymi dziedzinami sztuki: muzyką, literaturą, malarstwem, tańcem, kuchnią itp. Siedzibą Centrum Kultury i Biblioteki Publicznej Gminy Redzikowo znajduje się w Głobinie, przy ul. Głównej 65. Dyrektorem instytucji jest muzyk i manager kultury Zbigniew Gach.